# Ecotassa

Variazione nel tempo tra i proventi di imposte ambientali e sul lavoro per i paesi dell'Unione europea. Fonte:Agenzia europea dell'ambiente

In economia, con il termine ecotassa (abbreviazione di tassa ecologica), anche nota come green tax o tassa verde ci si riferisce ad un tributo governativo esatto allo scopo di favorire la difesa dell'ambiente.
Questo tipo di tributo può essere applicato sia a livello centrale (Governo) che a livello locale (Regioni, Comuni e altre amministrazioni locali), per rispondere a diverse problematiche.
In alcuni casi, l'imposizione di una tassa verde può avvenire riducendo, contemporaneamente, la pressione fiscale su altri tributi: in questo caso si parla di green tax shift verso una tassazione di tipo ecologico.
Con il passare del tempo la tutela dell’ambiente è diventata via via un punto focale nell’agenda di molti governi e attraverso l'ecotassa, che non solo colpisce tassando attività e prodotti dannosi per l’ecosistema ma riconosce anche misure premiali in favore di attività e prodotti eco-sostenibili, si cerca oggi di correggere i comportamenti degli agenti economici. In pratica, la fiscalità ambientale diventa strumento correttivo delle esternalità negative, tra cui l’inquinamento ambientale, derivanti dalla produzione e dal consumo di determinati beni da parte delle economie industrializzate.
Al concetto di Ecotassa si può collegare il cosiddetto doppio dividendo della tassazione ambientale, che consiste, a fronte dell'introduzione di un'imposta verde, nell'apprezzarne un ritorno duplice. Da un lato si avrà un beneficio ambientale, dall'altro, destinando il maggiore gettito a diminuire la pressione fiscale sul lavoro, si avrà un incremento del numero di occupati. Questo tema è stato molto discusso a partire dagli anni 90, quando, di fronte ad una crescente digitalizzazionee ad un maggiore utilizzo di nuove tecnologie nelle industrie, alcuni paesi del nord Europa hanno preso la decisione di non porre ostacoli allo sviluppo tecnologico, imponendo solo delle tasse ambientali a protezione del mondo lavorativo. La scelta di abbassare i costi del lavoro per bilanciare un maggiore utilizzo dei robot nella produzione, può essere motivata con la volontà di limitare i cambiamenti sociali ed evitare stravolgimenti occupazionali.

## Origini dell'Ecotassa
Le prime forme di Ecotassa sono state introdotte, nei paesi Scandinavi, durante i primi anni 90, in risposta alla crescente automazione delle imprese produttive. Queste sono nate come esigenza di tutela per la società ed il mondo del lavoro, minacciato dall’impiego di robot, per evitare di pesare sullo sviluppo economico con una Robot Tax. Tra i primi Paesi ad aver inserito tali previsioni nel loro sistema legislativo, si possono citare la Finlandia, il Belgio e la Germania.
La Finlandia, agli inizi degli anni Novanta del Ventesimo secolo, diviene il primo Paese europeo ad introdurre una tassa ecologica. Nel medesimo periodo vi furono diverse riforme tributarie volte a diminuire le emissioni di CO2, garantendo la deducibilità degli investimenti tutelanti l’ambiente, con il dichiarato obiettivo di non penalizzare gli investimenti. Si aggiunsero anche novità fiscali che miravano a ridurre la pressione fiscale sul lavoro tassando prodotti o attività ad alto impatto ambientale, tra cui la produzione di fertilizzanti e di automobili e la vendita di bibite in confezioni monouso.
Il Belgio, nel 1993 con la Environmental tax accounts, nello specifico tramite la componente principale di Energy taxation, fu il primo Paese ad introdurre tali previsioni, con l'intento in primario di ricercare un vantaggio sociale prima che patrimoniale. Essa si concentra su prodotti specifici (come batterie, rasoi usa e getta) e sull’utilizzo di energia elettrica e dei principali combustibili utilizzati per produrla (in particolare il gas metano e i derivati del petrolio) con l’evidente obiettivo di scoraggiarne l’utilizzo. Dal punto di vista patrimoniale occorre anche considerare il costo della raccolta, complessivamente superiore all’ottenuto. Tale aspetto non ne ha fatto, secondo il governo belga, una norma inefficiente, grazie ai benefici sociali reputati maggiori dei costi amministrativi. Nel complesso la tassa è stata valutata positivamente alla luce del risultante beneficio ambientale e del successivo cambiamento dei consumi.
La Germania, ha approvato nel 1999 una riforma fiscale che prevedeva un aumento annuale progressivo della tassazione sull’energia e, in particolar modo sui carburanti per i trasporti, per ridurre il peso del pagamento dei contributi previdenziali. L’imposta, ha subìto un incremento tra il 30% ed il 50%, nel periodo 1999-2003, dipendente dalla tipologia di combustibile utilizzato per la produzione di energia e ha contribuito a un maggiore gettito di circa 18 miliardi di euro, quasi interamente impiegati per ridurre i contributi statali per le pensioni. Nonostante ciò, la riforma ha subito diverse critiche da parte della popolazione a causa dello scarso impatto sul singolo lavoratore, che si era limitato in una diminuzione del costo del lavoro del 1,7%.

## Tassazione ambientale ai tempi della COVID-19
La crisi economica innescata dalla pandemia ha costituito un’ottima occasione per ripensare alcuni principi fondamentali dei sistemi tributari nazionali.
Con la comunicazione COM (2020) 312 al Parlamento europeo e al Consiglio europeo, la Commissione europea sembra aver colto la sfida di progettare una riforma complessiva del sistema fiscale confermando la necessità, per sostenere la ripresa economica nell’attuale fase di crisi dovuta alla pandemia, di investimenti sostenibili, rispettosi del clima, garantendo l'osservanza del principio secondo cui "chi inquina paga". La Commissione inoltre, ha riaffermato gli obiettivi del Green Deal europeo, ribadendo la necessità di modificare la direttiva 2003/96/CE del Consiglio del 27 ottobre 2003, in materia di tassazione dei prodotti energetici e dell'elettricità e ha auspicato riforme fiscali nazionali ad ampio spettro che eliminino le "sovvenzioni" per i combustibili fossili e, soprattutto, che spostino il carico tributario dal lavoro all'inquinamento.
In Italia, il legislatore non ha ancora avuto il coraggio né di attuare una riforma fiscale nazionale né di prevedere tagli ai sussidi dannosi per l'ambiente ma nei primi mesi dall'inizio della pandemia ha approvato alcuni provvedimenti che hanno previsto la sospensione dei termini relativi a taluni versamenti e adempimenti di natura tributaria e previdenziale e numerosi bonus fiscali (sotto forma di deduzioni, detrazioni e crediti d’imposta) tra i quali ricordiamo il Superbonus 110%.

## Pedaggio urbano
Un esempio di tassa ambientale è, ad esempio, il pedaggio urbano: una misura, cioè, mirata ad eliminare o ridurre il traffico automobilistico in una specifica area urbana, mediante la richiesta di un pedaggio a pagamento per il transito. Il provvedimento prevede anche, di norma, l'esclusione totale o parziale di alcune specifiche categorie di veicoli più inquinanti.
In Italia, un pedaggio di questo tipo è stato applicato, tra le altre, nella città di Milano.

## Regioni italiane
A livello regionale, in Italia, il termine '"ecotassa" propriamente detto si riferisce ad una tassa speciale per il deposito in discarica di rifiuti solidi.

## Carbon Tax
Esempio di questo tipo di tassa è, tra le altre, la carbon tax, applicata anche nell'ordinamento italiano.